# 강진 병영성 홍교
강진 병영성 홍교(康津 兵營城 虹橋)는 대한민국 전라남도 강진군 병영면 성동리에 있는 홍예교이다. 1984년 2월 9일 전라남도의 문화재자료 제74호로 지정되었다가, 1986년 2월 7일 전라남도의 유형문화재 제129호로 재지정되었다.

## 개요
이 부근은 전라도병마절도사가 머물던 곳으로 태종 17년(1417)에 설치한 군사 요충지였다. 병영과 통행하는 다리를 까치내에 만들면서 다리의 모양을 무지개 모양처럼 반달로 했기 때문에 홍교라 하였다.
병영성 홍교에는 노비와 양반집 딸 사이의 신분을 초월한 사랑과 그들의 아들이 높은 벼슬을 받고 돌아오자 이를 기념하기 위해 양한조라는 사람이 감독하여 만들었다는 이야기가 전해오고 있다.
지금은 홍예 부분만 옛 모습을 보여주고 있으나, 조선 후기 지방 건축의 발전된 양상을 보여주는 우수한 유적이다.

## 참고 자료
- 병영성홍교 - 국가유산청 국가유산포털